# Джеминиано Монтанари
Джеминиано Монтанари (1 юни 1633 – 13 октомври 1687) е италиански астроном, производител на лещи и привърженик на експерименталния подход към науката.
Той е най-известен със своите наблюдения, направени около 1667 г., че втората най-ярката звезда (наречена Алгол, произлизаща от името ѝ на арабски) в съзвездието на Персей варира по яркост. Вероятно други са наблюдавали този ефект и преди, но Монтанари е първият астроном, който го записва. Имената на звездата на арабски, иврит и други езици, всички от които имат значение на „гул“ или „демон“, предполагат, че необичайното ѝ поведение отдавна е било разпознато.
Монтанари е роден в Модена, учи право във Флоренция и е завършил университета в Залцбург. През 1662 или 1663 г. той се премества в Болоня, където рисува точна карта на Луната, използвайки очен микрометър, направен от него. Той направи също наблюдения върху капилярността и други проблеми в статиката и предположи, че вискозитетът на една течност зависи от формата на нейните молекули. През 1669 г. той наследява Джовани Касини като преподавател по астрономия в Болонския университет, където едно от неговите задължения е да състави астрологичен алманах. Той направи това през 1665 г., но извърши умишлено измама, като написа алманаха изцяло на случаен принцип, за да покаже, че прогнозите, направени случайно, са толкова вероятни, колкото и тези, направени от астрологията. В периода, малко след Галилео Галилей, експерименталисти като Монтанари са участвали в битка срещу по-мистичните възгледи на учени като Донато Росети.
На 21 март 1676 г. Монтанари съобщава за наблюдение на комета на Едмънд Халей.
Наблюденията на Монтанари върху голямата комета от 1680 г. се споменават два пъти в третия том на „Принципията на Нютон“.
През 1679 г. Монтанари се премества на учителски пост в Падуа, но почти всички записи от този период от живота му са изгубени. Оцелява писмо от 1682 г., в което се записва наблюдение на Халеевата комета. Той също пише по икономика, като наблюдава, че търсенето на определена стока е фиксирано, и прави коментари относно монетосеченето и стойността на парите (1683 г.).
Кратер на Луната (45.8S, 20.6W) е кръстен на него.

## Публикации
- Pensieri fisico-matematici (1667)
- La Livella Diottrica (The Spirit Level) (1674)
- Trattato mercantile delle monete (1680)
- Montanari, Geminiano. Pensieri fisico-matematici intorno diversi effetti de' liquidi in cannuccie di vetro e altri vasi.   In Bologna, Emilio Maria & fratelli Manolessi, 1667. Посетен на 15 June 2015.
- Montanari, Geminiano. Prostasi fisicomatematica.   In Bologna, Emilio Maria & fratelli Manolessi, 1669. Посетен на 15 June 2015.
- Montanari, Geminiano. Speculazioni fisiche sopra gli effetti di que' vetri temprati che rotti in una parte si risolvono in polvere.   In Bologna, Emilio Maria & fratelli Manolessi, 1671. Посетен на 15 June 2015.
- Montanari, Geminiano. Copia di lettera scritta all'illustrissimo Gio[vanni] Giuseppe Orsi.   In Bologna, Emilio Maria & fratelli Manolessi, 1676. Посетен на 15 June 2015.
- Montanari, Geminiano. Fiamma volante gran meteora veduta sopra l'Italia la sera del 31 marzo 1676.   In Bologna, Emilio Maria & fratelli Manolessi, 1676. Посетен на 15 June 2015.
- Montanari, Geminiano. Lezione academica havuta nell'Academia di s.a. reale in Torino il giorno 5 marzo 1678.   In Torino, & in Bologna, Emilio Maria & fratelli Manolessi, 1678. Посетен на 15 June 2015.
- Montanari, Geminiano. Copia di due lettere scritte all'illustrissimo signor Antonio Magliabechi sopra i moti, e le apparenze delle due comete ultimamente apparse sul fine di nouembre 1680, nelle costellazioni di Vergine e Libra, e sul fine di decembre in quella di Capricorno.   1681. Посетен на 15 June 2015.
- Montanari, Geminiano. Astrologia convinta di falso col mezzo di nuove esperienze e ragioni fisico-astronomiche, o' sia La caccia del frugnuolo.   In Venetia, Francesco Nicolini, 1685. Посетен на 15 June 2015.
- Montanari, Geminiano. Discorso sopra la tromba parlante del signor dottore Geminiano Montanari professore delle matematiche in Padova. Aggiontovi un trattato postumo del mare Adriatico, e sua corrente esaminata, co la naturalezza de fiumi scoperta, e con nove forme di ripari corretta.   In Venetia, per Girolamo Albrizzi, 1715.